# Quận Powell, Montana
Quận Powell là một quận thuộc tiểu bang Montana, Hoa Kỳ. Quận lỵ đóng ở , Montana6. Quận được đặt tên theo. Dân số theo điều tra năm 2000 của Cục điều tra dân số Hoa Kỳ là người.

## Địa lý
Theo Cục điều tra dân số Hoa Kỳ, quận này có diện tích km2, trong đó có km2 là diện tích mặt nước.

## Thông tin nhân khẩu
Tính đến 2 năm 2000, quận này đã có dân số 7.180 người, 2.422 hộ gia đình, và 1.634 gia đình sống trong quận hạt. Mật độ dân số là 3 người trên một dặm vuông (1/km ²). Có 2.930 đơn vị nhà ở mật độ trung bình của 1 trên một dặm vuông (0/km ²). Thành phần chủng tộc của cư dân sinh sống trong quận gồm 92,52% người da trắng, 0,50% da đen hay Mỹ gốc Phi, 3,51% người Mỹ bản xứ, 0,43% ở châu Á, 0,74% từ các chủng tộc khác, và 2,30% từ hai hoặc nhiều chủng tộc. 1,95% dân số là người Hispanic hay Latino thuộc một chủng tộc nào. 25,0% là người gốc Đức, Ailen 13,6%, 9,7% tiếng Anh, 7,4% và 5,8% người Mỹ gốc Na Uy theo điều tra dân số năm 2000.
Có 2.422 hộ, trong đó 29,50% có trẻ em dưới 18 tuổi sống chung với họ, 55,50% là đôi vợ chồng sống với nhau, 7,70% có một chủ hộ nữ và không có chồng, và 32,50% là không lập gia đình. 28,60% hộ gia đình đã được tạo ra từ các cá nhân và 13,30% có người sống một mình65 tuổi hoặc cao hơn. Cỡ hộ trung bình là 2,39 và cỡ gia đình trung bình là 2,93.
Trong quận cơ cấu độ tuổi dân cư được trải ra với 21,20% dưới độ tuổi 18, 7,80% 18-24, 30,80% 25-44, 26,20% từ 45 đến 64, và 14,00% từ 65 tuổi trở lên người. Độ tuổi trung bình là 40 năm. Đối với mỗi 100 nữ có 143,20 nam giới. Đối với mỗi 100 nữ 18 tuổi trở lên, đã có 151,40 nam giới.
Thu nhập trung bình cho một hộ gia đình trong quận đạt mức USD 30.625, và thu nhập trung bình cho một gia đình là USD 35.836. Phái nam có thu nhập trung bình USD 26.366 so với 20.457 USD đối với phái nữ. Thu nhập bình quân đầu người là 13.816 USD. Có 10,20% gia đình và 12,60% dân số sống dưới mức nghèo khổ, bao gồm 16,20% những người dưới 18 tuổi và 6,00% của những người 65 tuổi hoặc cao hơn.